# Lech Domeracki
Lech Korneliusz Domeracki (ur. 17 września 1929 w Poznaniu, zm. 4 października 2020 w Grodzisku Mazowieckim) – polski sędzia, polityk, minister sprawiedliwości w latach 1983–1988.

## Życiorys
Był synem Apolonii i Leona Domerackiego. W 1959 ukończył studia magisterskie na Wydziale Prawa i Administracji Uniwersytetu im. Adama Mickiewicza w Poznaniu, a w 1971 na tym samym wydziale uzyskał stopień doktora nauk prawnych. W latach 1947–1948 należał do Organizacji Młodzieży Towarzystwa Uniwersytetu Robotniczego, gdzie był sekretarzem koła. Następnie do 1956 był działaczem Związku Młodzieży Polskiej. Od marca 1956 należał do Polskiej Zjednoczonej Partii Robotniczej, gdzie był członkiem komitetu dzielnicowego Poznań Stare Miasto i członkiem komitetu wojewódzkiego PZPR w Poznaniu. W latach 1947–1948 pracował jako robotnik w Spółdzielni Mleczarsko-Jajczarskiej w Poznaniu. W okresie 1949–1950 pracował w Poznaniu w Komisji Specjalnej do Walki z Nadużyciami i Szkodnictwem Gospodarczym. W 1950 pracował w Poznańskiej Prokuraturze Wojewódzkiej. Następnie do roku 1953 odbywał studium wojskowe. W latach 1953–1963 związany był z Sądem Wojewódzkim w Poznaniu, gdzie odbył aplikację, po czym przez dwa lata pracował w Sądzie Powiatowym dla miasta Poznań, gdzie był wiceprezesem. W latach 1965–1983 pracował w Sądzie Wojewódzkim w Poznaniu, gdzie od 1973 był prezesem. Od 1973 roku był również wicedyrektorem Departamentu Nadzoru Sądowego w Ministerstwie Sprawiedliwości. W latach od 1983 do 1988 był ministrem sprawiedliwości w rządach Wojciecha Jaruzelskiego i Zbigniewa Messnera. W latach 1986–1988 członek Społecznego Komitetu Odnowy Starego Miasta Zamościa.
Pochowany na cmentarzu na Junikowie w Poznaniu.

## Odznaczenia
- Krzyż Oficerski Orderu Odrodzenia Polski
- Krzyż Kawalerski Orderu Odrodzenia Polski